# Mysmena woodwardi
Espèce
Mysmena woodwardi est une espèce d'araignées aranéomorphes de la famille des Mysmenidae.

## Distribution
Cette espèce est endémique de la province des Hautes-Terres occidentales en Papouasie-Nouvelle-Guinée,.

## Description
La carapace de la femelle holotype mesure 0,46 mm de long sur 0,43 mm et l'abdomen 0,89 mm de long sur 0,84 mm.

## Étymologie
Cette espèce est nommée en l'honneur de Thompson Elwyn Woodward.

## Publication originale
- Forster, 1959 : The spiders of the family Symphytognathidae. Transactions of the Royal Society of New Zealand, vol. 86, p. 269-329 (texte intégral).